# Rhabdotogryllus
Rhabdotogryllus is een geslacht van rechtvleugeligen uit de familie krekels (Gryllidae). De wetenschappelijke naam van dit geslacht is voor het eerst geldig gepubliceerd in 1954 door Lucien Chopard.

## Soorten
Het geslacht Rhabdotogryllus  is monotypisch en omvat slechts de volgende soort:
- Rhabdotogryllus caraboides (Chopard, 1954)